# Giải quần vợt Úc Mở rộng 2019 - Đôi xe lăn quad
Dylan Alcott và Heath Davidson là nhà đương kim vô địch, và đã bảo vệ thành công danh hiệu của họ, đánh bại Andrew Lapthorne và David Wagner trong trận chung kết, 6–3, 6–7(6–8), [12–10].

## Hạt giống
1. Andrew Lapthorne /  David Wagner (Chung kết)
2. Dylan Alcott /  Heath Davidson (Vô địch)

## Kết quả

### Từ viết tắt
| - Q = Vòng loại - WC = Đặc cách - LL = Thua cuộc may mắn - Alt = Thay thế - SE = Miễn đặc biệt | - PR = Bảo toàn thứ hạng - w/o = Thắng nhờ đối thủ rút lui trước trận đấu - r = Bỏ cuộc giữa trận đấu - d = Bị xử thua - SR = Xếp hạng đặc biệt |

|  | Chung kết |                               |   |    |      |  |
|  |           |                               |   |    |      |  |
|  | 1         | Andrew Lapthorne David Wagner | 3 | 78 | [10] |  |
|  | 1         | Andrew Lapthorne David Wagner | 3 | 78 | [10] |  |
|  | 2         | Dylan Alcott Heath Davidson   | 6 | 6  | [12] |  |